# Diptychoeme
Diptychoeme is een kevergeslacht uit de familie van de boktorren (Cerambycidae). De wetenschappelijke naam van het geslacht werd voor het eerst geldig gepubliceerd in 1915 door Aurivillius.

## Soorten
Diptychoeme is monotypisch en omvat slechts de volgende soort:
- Diptychoeme suturalis (Gahan, 1904)